# Steinadler
Der Steinadler (Aquila chrysaetos) ist eine große Greifvogelart innerhalb der Familie der Habichtartigen (Accipitridae). Steinadler besiedeln offene und halboffene Landschaften in der gesamten Holarktis. Sie ernähren sich meist von mittelgroßen, bodenbewohnenden Säugern. Die Art war früher in Europa weit verbreitet, wurde aber systematisch verfolgt, so dass sie heute in vielen Teilen Europas nur noch in Gebirgsgegenden vorkommt. In Deutschland brüten Steinadler nur noch in den Alpen.

## Beschreibung
Steinadler zählen zu den größten Vertretern der Gattung Aquila. Die Geschlechter des Steinadlers unterscheiden sich deutlich in Größe und Gewicht. Das Weibchen kann eine Körperlänge von 90–100 cm erreichen; das Männchen ist im Mittel rund 10 cm kleiner. Die Flügelspannweite variiert zwischen 190 und 210 cm beim Männchen und zwischen 200 und 230 cm beim Weibchen. Weibchen wiegen 3,8 bis 6,7 kg, die leichteren Männchen 2,8 bis 4,6 kg. Steinadler haben 11 Handschwingen, die äußerste (11.) Handschwinge ist jedoch sehr klein. Die sechste Handschwinge ist mit knapp 60 cm die längste. Die 17 Armschwingen sind zwischen 35 und 40 cm lang. Der Schwanz wird aus 12 Steuerfedern gebildet, die 34 bis 42 cm lang sind.
Grundfarbe des Gefieders ist ein einheitliches dunkles Braun. Der Nacken ist goldgelb. Der Schwanz der adulten Tiere ist braun und mehr oder weniger deutlich mit einigen helleren Bändern durchsetzt. Der Schnabel ist dunkelgrau, die Iris der Augen dunkelbraun. Wie bei allen Arten der Unterfamilie Aquilinae sind die Beine bis zu den sehr kräftigen gelben Zehen befiedert.

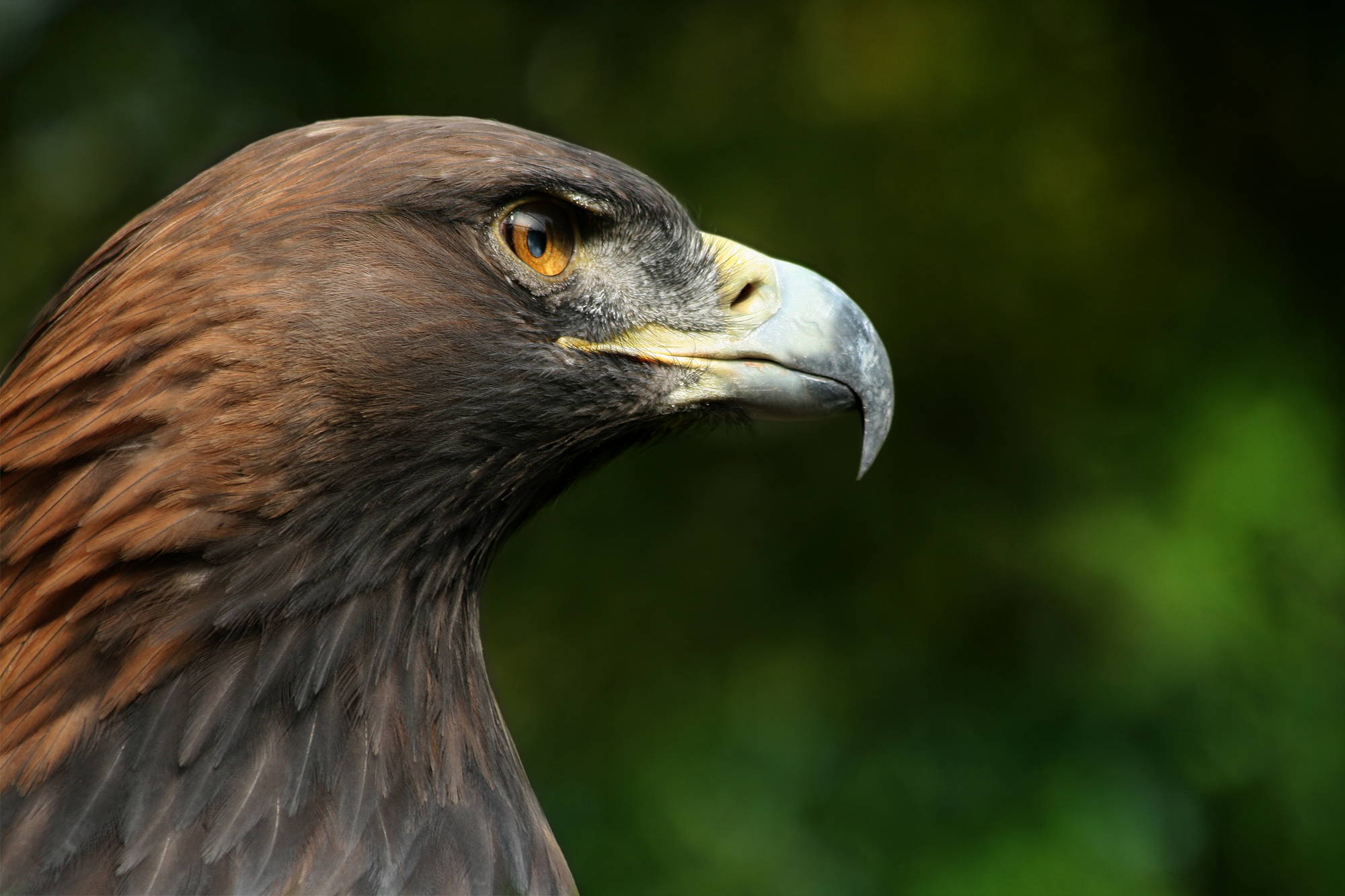
Porträt eines Steinadlers

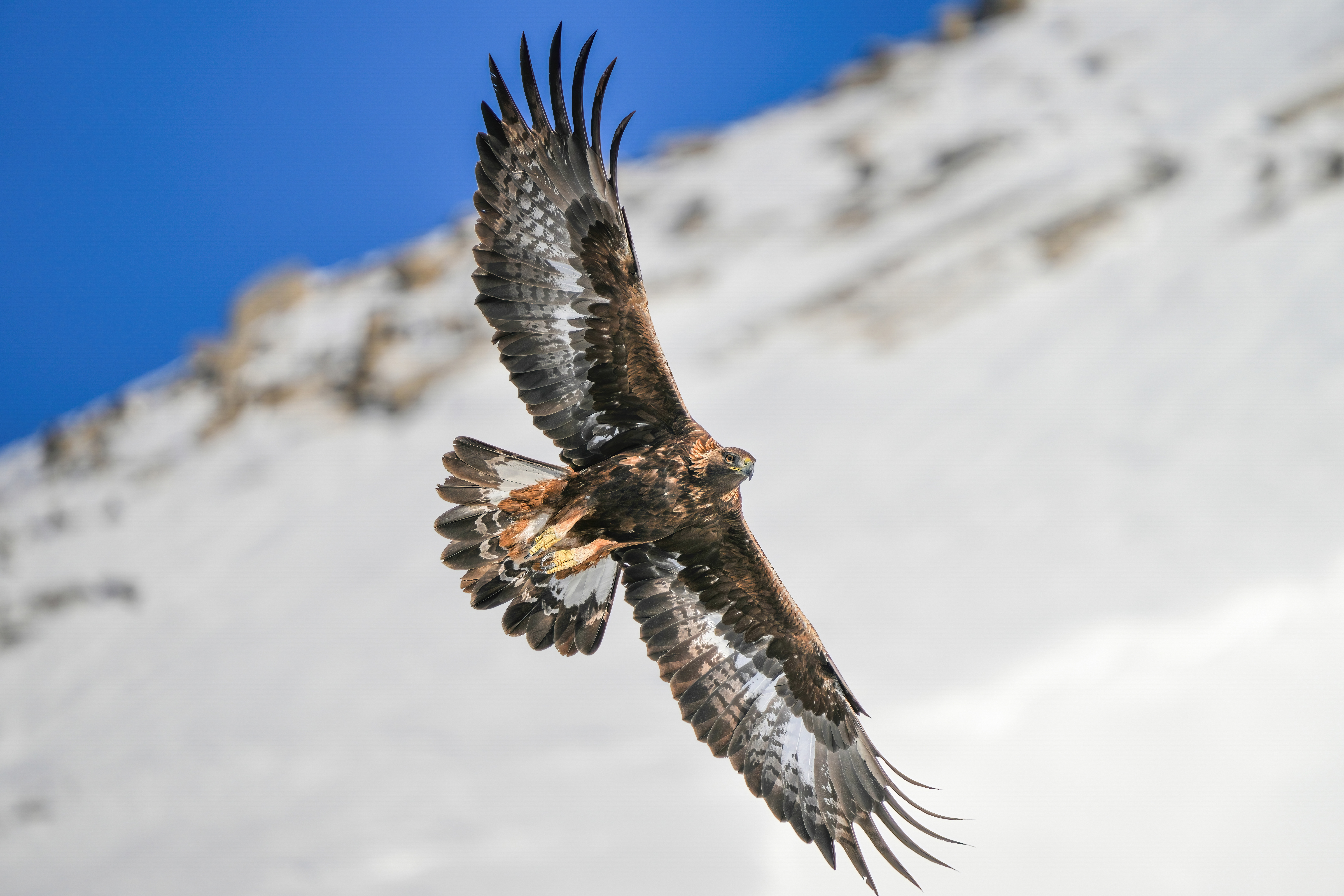
Wilder Steinadler im Flug bei Pfyn-Finges, Schweiz

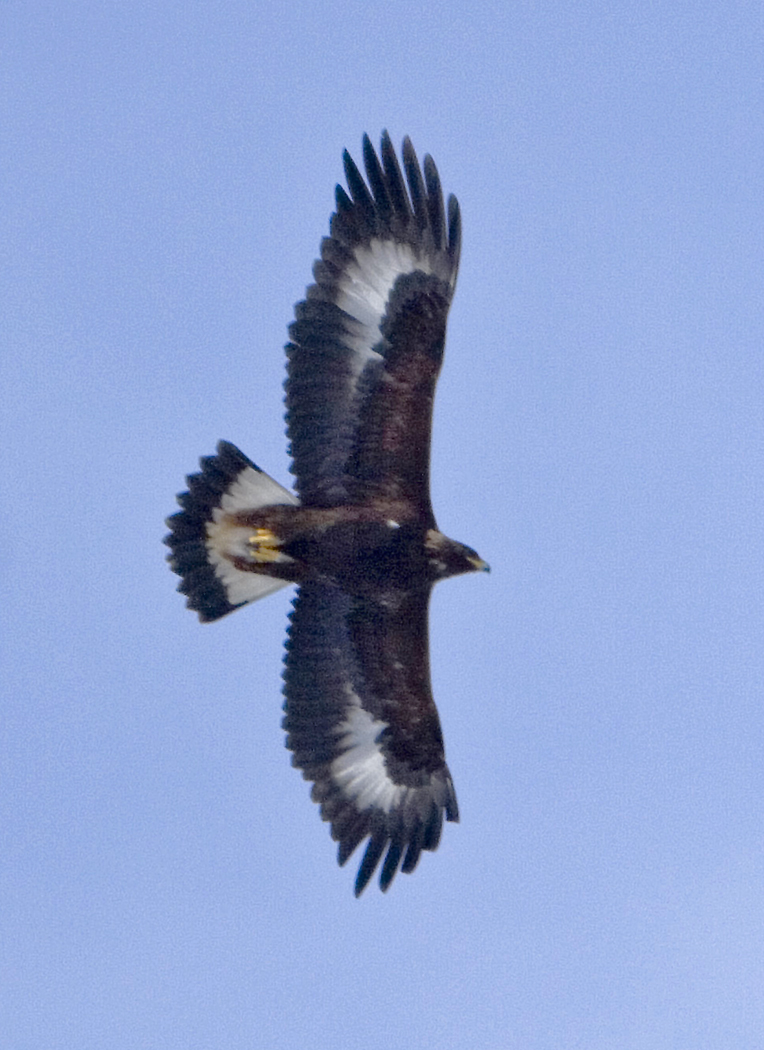
Steinadler im Jugendkleid. Die weißen Flügelfelder sind gut erkennbar.

Steinadler im ersten Lebensjahr sind insgesamt dunkler braun und haben auffallende, weiße Federpartien auf den inneren Handschwingen und den äußeren Armschwingen. Der Schwanz ist weiß und zeigt eine scharf abgesetzte, breite schwarze Endbinde. Steinadler sind erst ab dem 5. bis 7. Lebensjahr voll ausgefärbt.
Auf Grund der unterschiedlichen Färbung war bis ca. 1900 auch die Bezeichnung Goldadler (altgriechisch χρυσός chrysós, deutsch ‚Gold‘ und altgriechisch ἀετός aëtós, deutsch ‚Adler‘) für ausgewachsene Steinadler gebräuchlich. Jungtiere wurden für eine andere Art gehalten.
Im Flug wirkt der Steinadler trotz seiner Größe meist sehr leicht und elegant. Auffallend ist neben der für Adler typischen starken Fingerung der Handschwingen der relativ lange, nur leicht gerundete Schwanz. Im Gegensatz zu allen anderen Vertretern der Gattung hebt der Steinadler seine Flügel im Segelflug leicht an, so dass ein leicht V-förmiges Flugbild zustande kommt.

## Verbreitung und Lebensraum

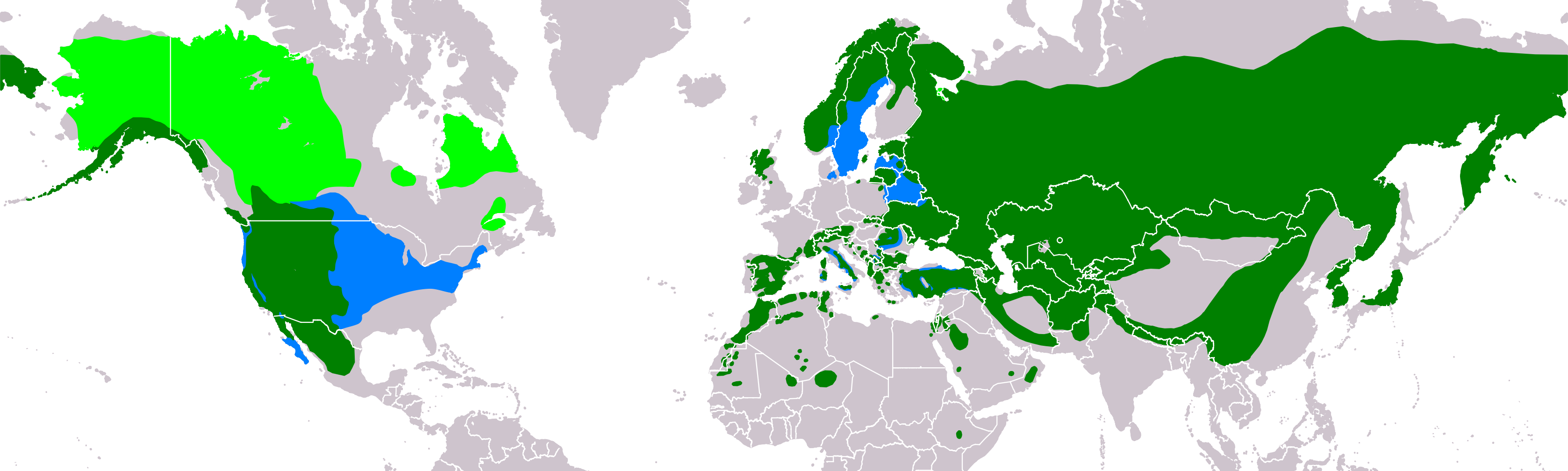
Verbreitung des Steinadlers:
Brutgebiete
Ganzjähriges Vorkommen
Überwinterungsgebiete

Der Steinadler besiedelt die borealen, die gemäßigten sowie die mediterranen Zonen der gesamten Holarktis. Er ist damit der am weitesten verbreitete Vertreter der Gattung Aquila. In der Paläarktis erstreckt sich die Verbreitung im Westen von Irland über Schottland in einem breiten Streifen durch Europa und Asien bis Kamtschatka und Japan. Außerdem ist der Norden und Westen Nordamerikas von der Art besiedelt. Durch jahrhundertelange massive Verfolgung ist die Verbreitung in Europa heute stark zersplittert. In Mitteleuropa sind die Vorkommen des Steinadlers im Wesentlichen auf den Alpenbogen und die Karpaten beschränkt, in Deutschland lebt er nur in den Bayerischen Alpen. Abseits der Alpen liegen die Vorkommen in Dänemark und im Osten Polens Deutschland am nächsten.
Steinadler besiedeln offene und halboffene Landschaften aller Art, die ein ausreichendes Nahrungsangebot bieten und Felswände oder ältere Baumbestände für die Nestanlage aufweisen. Sein Lebensraum reicht von alpinen Matten über große Moore mit kleinen Wäldern im Baltikum bis zu Halbwüsten im Norden Afrikas. Große, geschlossene Wälder werden nur randlich besiedelt. Die heutige starke Konzentration auf gebirgige Landschaften ist zumindest in Europa eine Folge der intensiven Verfolgung.

## Systematik

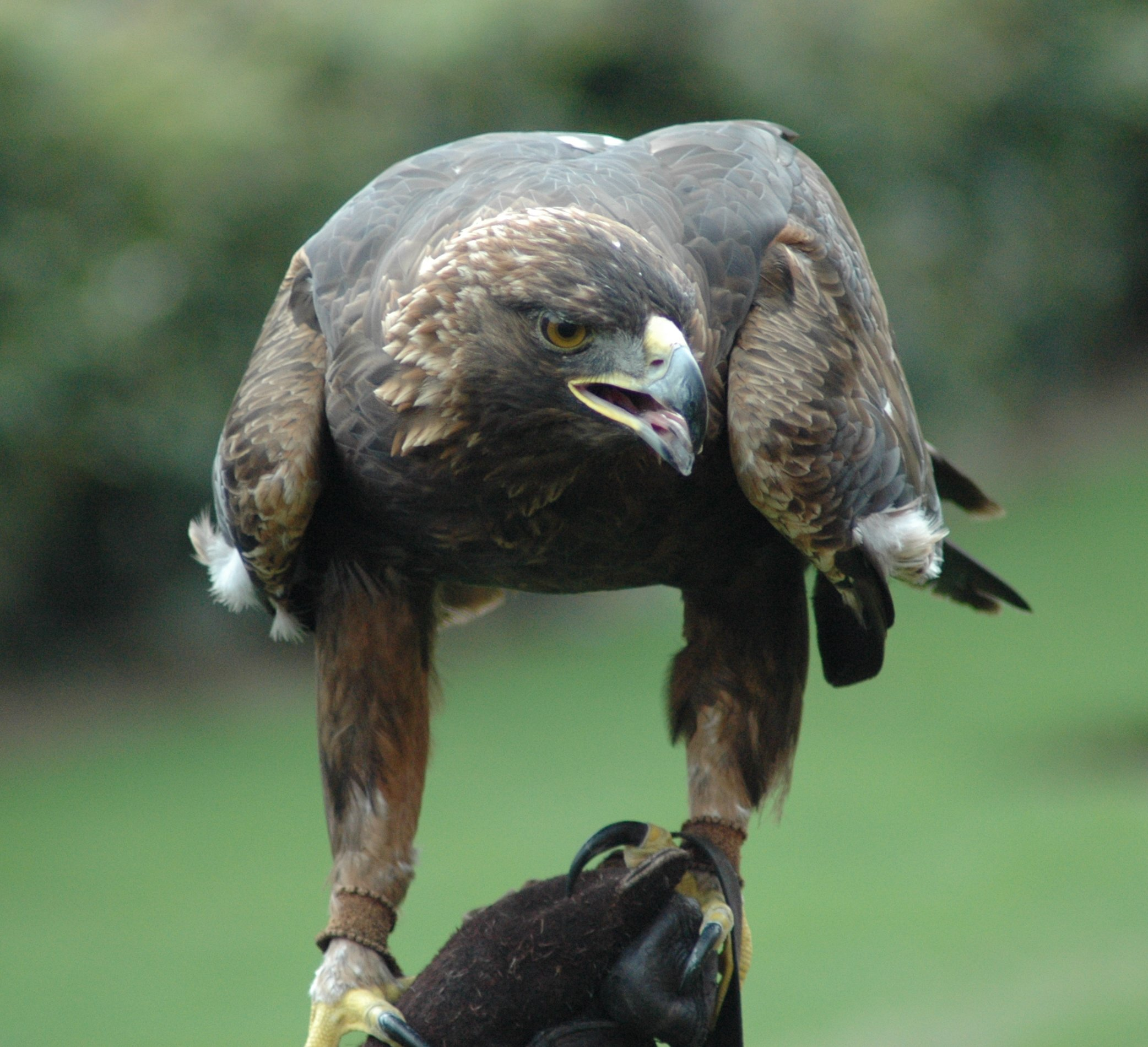
Amerikanischer Steinadler (A. c. canadensis)

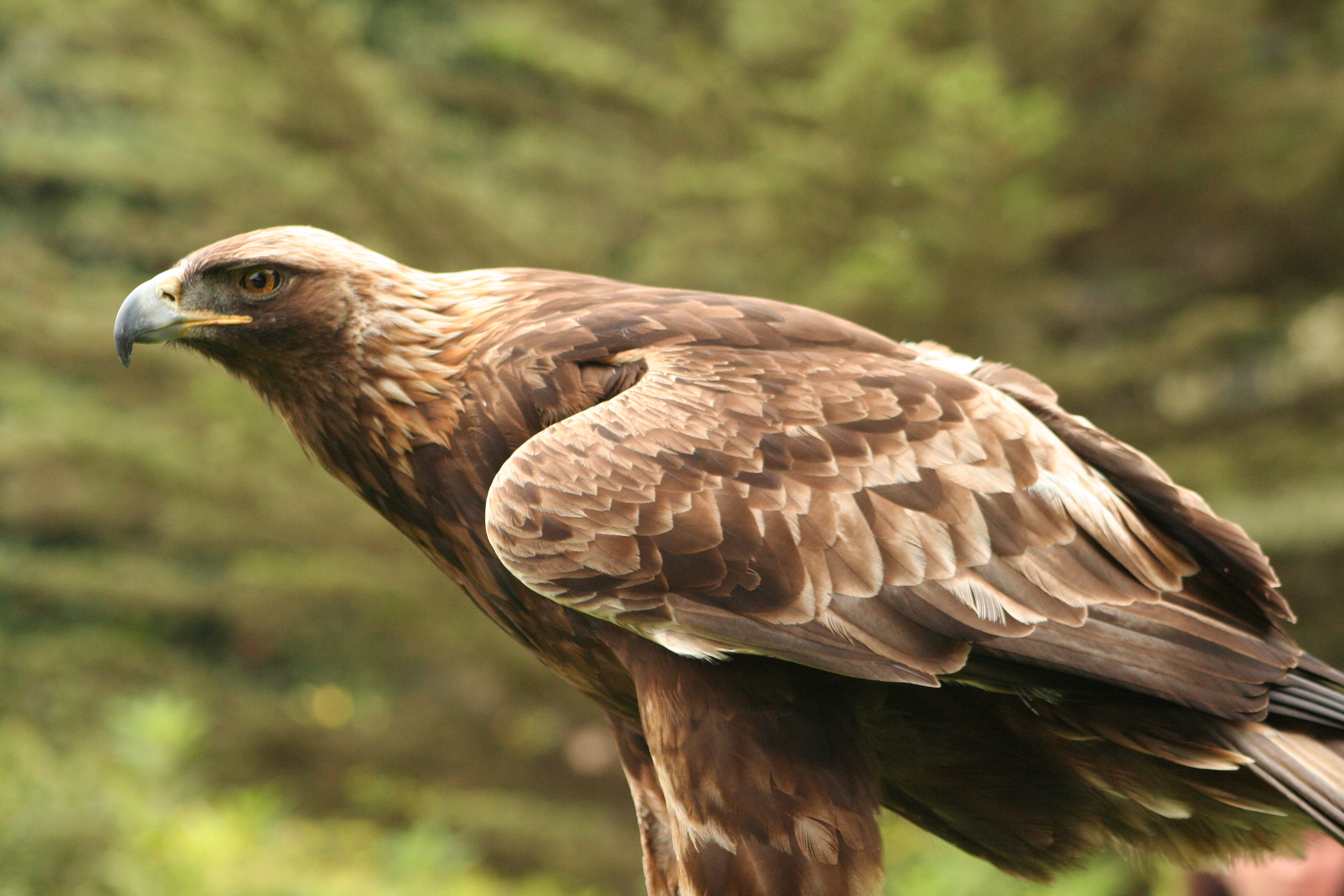
Ein Steinadler im Zoo von San Francisco

Der Artstatus des Steinadlers ist unumstritten, nach neueren molekulargenetischen Untersuchungen ist der nächste Verwandte der afrikanische Klippenadler. Je nach Autor werden fünf bis sechs Unterarten anerkannt, die Abgrenzung erfolgt anhand geringer Größen- und Färbungsunterschiede und die Übergänge sind fließend:
- A. c. chrysaetos (Linnaeus, 1758): Europa ohne Iberische Halbinsel, Westsibirien.

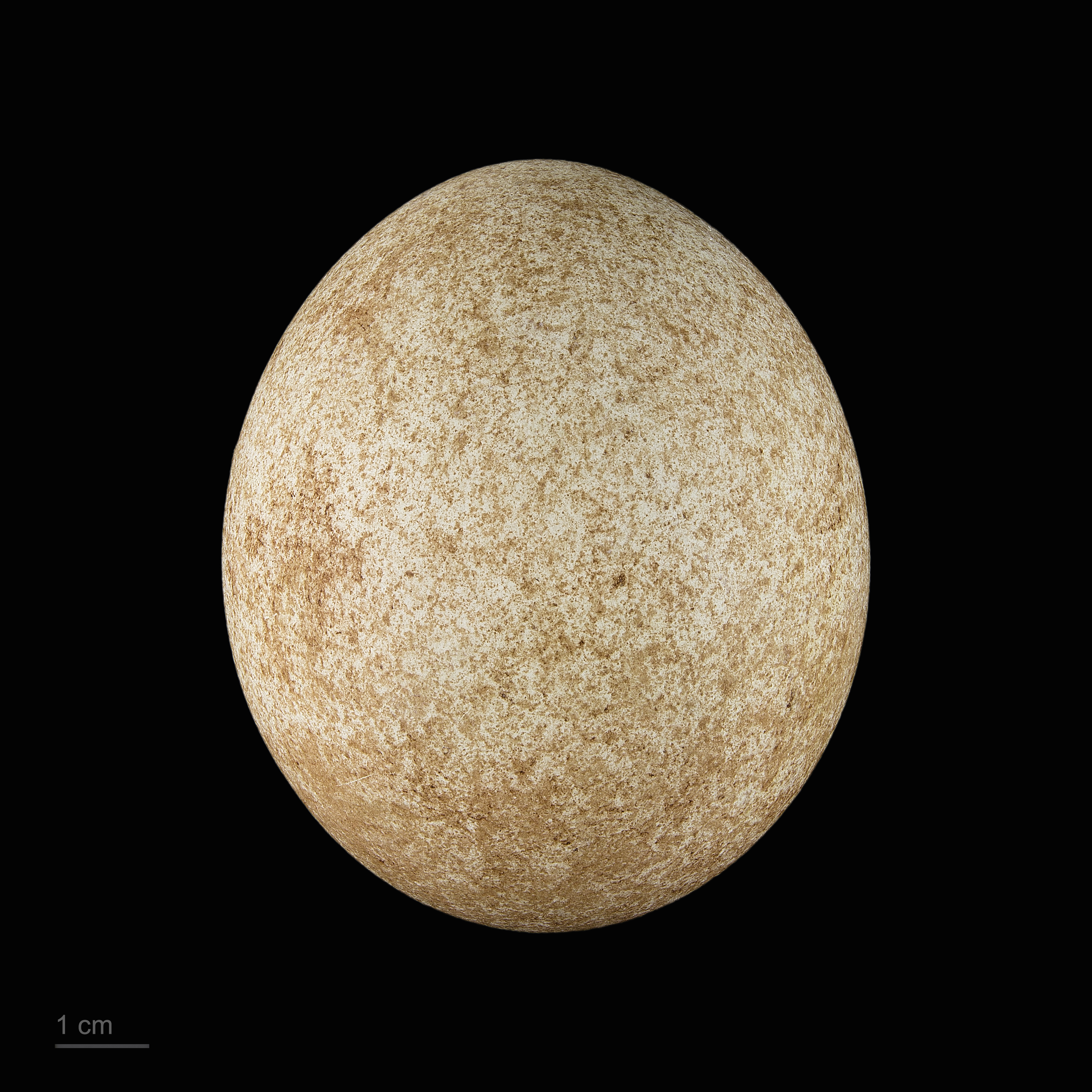
Aquila chrysaetos chrysaetos

- A. c. homeyeri Severtsov, 1888: Etwas kleiner und dunkler als Nominatform. Südlich an Nominatform anschließend; Iberische Halbinsel, Nordafrika, Kleinasien, Kaukasus, Arabische Halbinsel, von dort bis in den Iran.
- A. c. daphanea Severtsov, 1888: Noch dunkler als A. c. homeyeri, größte Unterart; vom Osten des Iran über Afghanistan, Pakistan, den Norden Indiens und Nepal bis West- und Zentralchina und die Mongolei.
- A. c. kamtschatica Severtsov, 1888: Dunkelste Unterart, Nackenfleck eher rotbraun; Mittelsibirien bis Kamtschatka. Manche Autoren erkennen diese Unterart nicht an, sondern vereinigen sie mit A. c. canadensis.
- A. c. japonica Severtsov, 1888: Ebenso dunkel wie A. c. kamtschatica, aber wesentlich kleiner, kleinste Unterart; Japan und Korea.
- A. c. canadensis (Linnaeus, 1758): Färbung wie A. c. kamtschatica, aber etwas kleiner; Nordamerika.

## Jagdweise
Steinadler jagen meist in offenen oder halboffenen Landschaften im bodennahen Flug unter optimaler Ausnutzung jeglicher Deckung. Sie gleiten dabei dicht an Hängen entlang, über Kuppen und kleine Hügel und versuchen ihre Beute auf kurze Distanz zu überraschen. Häufig jagen sie auch von einem Ansitz aus. Die Beute greifen die Adler meist auf dem Boden oder im bodennahen Luftraum und töten sie mit den außerordentlich kräftigen Zehen und Krallen. Sehr große Beutetiere wie Kitze des Steinbocks oder junge Gämsen greifen sie am Kopf. Der Steinadler schlägt dabei seine Krallen durch die Schädeldecke in das Gehirn. In den wenigen beobachteten Fällen wurden diese großen Beutetiere innerhalb von Sekunden getötet.
Weniger häufig ist die Jagd im freien Luftraum; die Erbeutung von ziehenden Kormoranen ist jedoch zum Beispiel schon mehrfach beobachtet worden. In Anbetracht ihrer Größe bewegen sich Steinadler in der Luft außerordentlich wendig und schnell, so wurde mehrfach beobachtet, wie sich ein Steinadler im Flug auf den Rücken drehte und so zum Beispiel einen verfolgenden Kolkraben erbeutete.
Steinadler können keine Kadaver im Flug tragen, deren Gewicht das eigene Körpergewicht übertrifft. Schwere Beutetiere zerteilen sie daher und deponieren portionsweise, oder sie fliegen den Kadaver über mehrere Tage an.

## Nahrung

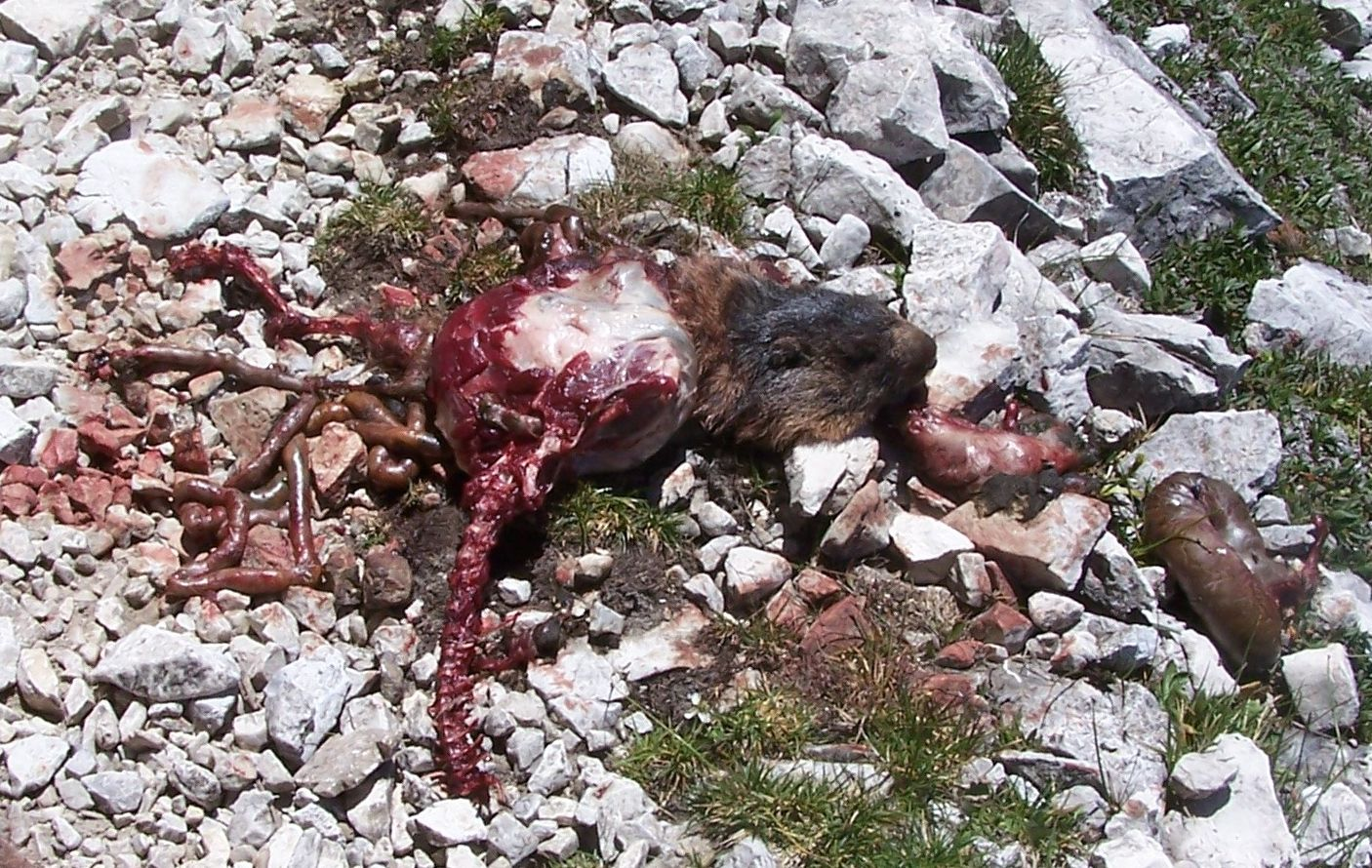
Alpenmurmeltiere sind die Hauptbeute des Steinadlers im Alpenraum. Bei so großen Beutetieren bleiben die Innereien meist ungenutzt und die Haut wird umgestülpt

Steinadler sind außerordentlich kräftig und sehr geschickt. Sie erbeuten regelmäßig Tiere, die erheblich schwerer sind als sie selbst. Das maximale Beutegewicht liegt bei etwa 15 Kilogramm. Es gibt nur einen dokumentierten Fall, in dem ein noch schwererer Sikahirsch erlegt wurde. Angriffsversuche auf annähernd ausgewachsene Gämsen sind dokumentiert. Die Verteidigungsstrategie der Gämsen besteht darin, hangabwärts zu springen und sich überschlagend zu rollen, was eine erhebliche Verletzungsgefahr für beide bedeutet.
Im Beutespektrum dominieren meist bodenbewohnende, kleine bis mittelgroße Säugetiere von Ziesel- bis Steinbockkitz-Größe, Vögel spielen meist nur eine kleinere Rolle. Meist bilden wenige Säugerarten den Hauptteil der Nahrung. Daneben erbeutet der Steinadler jedoch fast alle kleinen und mittelgroßen Säuger und Vögel, die im jeweiligen Gebiet vorkommen. Insbesondere im Süden des Verbreitungsgebietes frisst er auch regelmäßig Reptilien, dort lassen Steinadler ähnlich wie Bartgeier auch Landschildkröten auf Felsen fallen, um so deren harten Panzer zu zerbrechen. Insbesondere im Winter, regional aber auch im Sommer, spielt Aas eine wichtige Rolle in der Ernährung.
Im Schweizer Kanton Graubünden dominierten zur Brutzeit im Beutespektrum Alpenmurmeltiere mit 60,2 % aller Beutetiere, an zweiter Stelle folgten junge Gämsen mit 8,0 %. Danach folgten Schneehase, Alpenschneehuhn und Birkhuhn mit jeweils 5,2 %. Im schweizerischen Alpenvorland bestand die Nestlings-Nahrung in 4 Revieren vor allem aus Feldhasen (36,2 % aller Beutetiere), danach folgten Hauskatzen (27,5 %), Rehkitze (14,1 %) und Haushühner (8,1 %). Populationen im Zentralmassiv Frankreichs jagen hauptsächlich Wildkaninchen. In Schottland wurden je nach Region Hasenartige in 10,7 % bis 46,9 % aller im Sommer gefundenen Gewölle nachgewiesen. Weitere wichtige Beutetiere waren dort Schafe und Ziegen (in 0,6 bis 26,8 % aller Gewölle), Raufußhühner (5,4 bis 47,8 %) und Rothirsche (als Aas) (1,2 bis 22,3 %).

## Raumnutzung und Siedlungsdichte
Trotz des großen Verbreitungsgebietes liegen bisher nur wenige Daten zur Größe des Aktionsraumes, also zu der von einem Brutpaar genutzten Fläche vor. Die festgestellten Werte schwanken je nach Lebensraum und Nahrungsangebot erheblich. Im Schweizer Kanton Graubünden betrug die Größe des Aktionsraumes nach Sichtbeobachtungen in 26 Revieren zwischen 29 und 88 km², im Mittel 53 km². In Idaho beflogen vier Steinadlerpaare ebenfalls nach Sichtbeobachtungen Flächen zwischen 11,6 und 49,0 km², im Mittel 32,8 km². Methodisch bedingt stellen die hier dargestellten Werte vermutlich eher die Untergrenze der tatsächlichen Aktionsraumgrößen dar. Steinadler verteidigen ihren gesamten Aktionsraum ganzjährig vehement gegen Artgenossen, eine früher gelegentlich vorgenommene Trennung zwischen dem verteidigten Revier und der zur Nahrungssuche genutzten Fläche ist also nicht gerechtfertigt.
Die großräumige Siedlungsdichte zeigt ebenfalls erhebliche Unterschiede, sie reicht von 1,9 Brutpaaren (BP)/1000 km² in der Umgebung des belarussischen Wizebsk bis zu 22,7 BP/1000 km² in Teilen Schottlands. Weltweit bewegen sich die Werte meist zwischen 5 und 20 BP/1000 km². In den Alpen wurden recht einheitliche Werte zwischen 7,4 BP/1000 km² in den Niederen Tauern Österreichs und 14,3 BP/1000 km² in Graubünden festgestellt.

## Fortpflanzung

### Horst und Nistplatz
Der Steinadler nistet in Felswänden und auf hohen Bäumen. Nistplätze an Felsen liegen meist in Höhlungen oder unter Überhängen, Expositionen zur Hauptwindrichtung (in Mitteleuropa West- und Südwestseiten) werden deutlich gemieden. Ein (Felsen-)Horst wird flach und oval begonnen, Horste auf Bäumen sind runder und werden bereits anfangs höher gebaut. Felsnester in Schottland maßen im Mittel 1,33 m × 1,06 m und waren 0,79 m hoch, Baumhorste in Schweden hatten im Mittel einen Durchmesser von 1,4 m und waren 1,1 m hoch. Je nach Dauer der Nutzung werden die Horste ständig erweitert, ergänzt und repariert, so dass über Jahre hinweg mächtige, nicht selten mehr als zwei Meter in Höhe und Breite messende Horste entstehen. Das Nest wird aus kräftigen Ästen und Zweigen angelegt und mit belaubten Zweigen und Büscheln ausgepolstert. Diese Polsterung erfolgt während der gesamten Brutsaison.
Die von beiden Tieren erbauten Horste werden mehrjährig benutzt, und meist hat ein Paar mehrere sogenannte Wechselhorste. Im Gebirge liegen die Horstplätze meist unterhalb der Jagdgebiete, da der Transport der Beute nach unten einfacher ist als nach oben.

### Brut und Aufzucht der Jungen

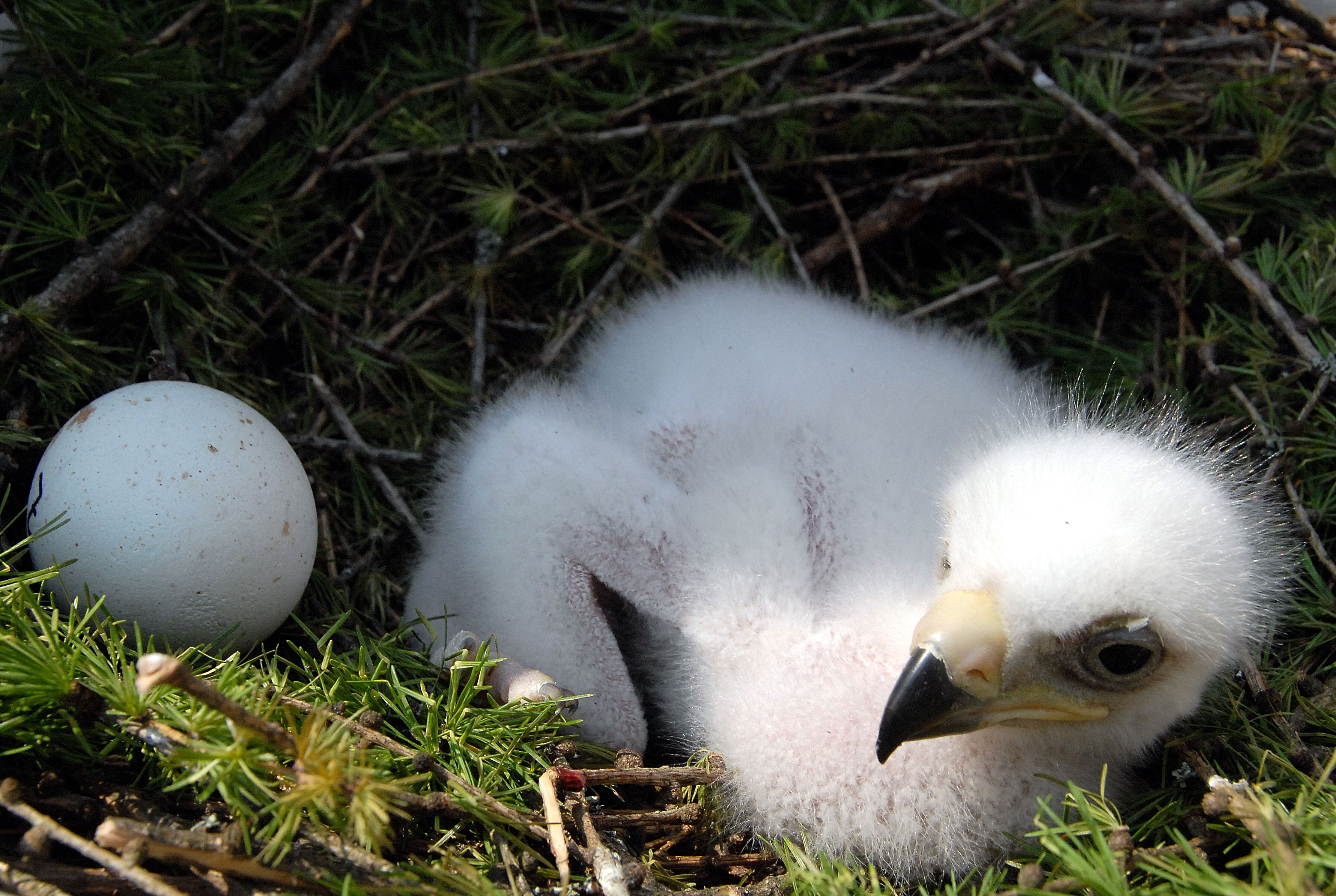
Etwa 14 Tage altes Steinadlerküken und ein unbefruchtetes Ei

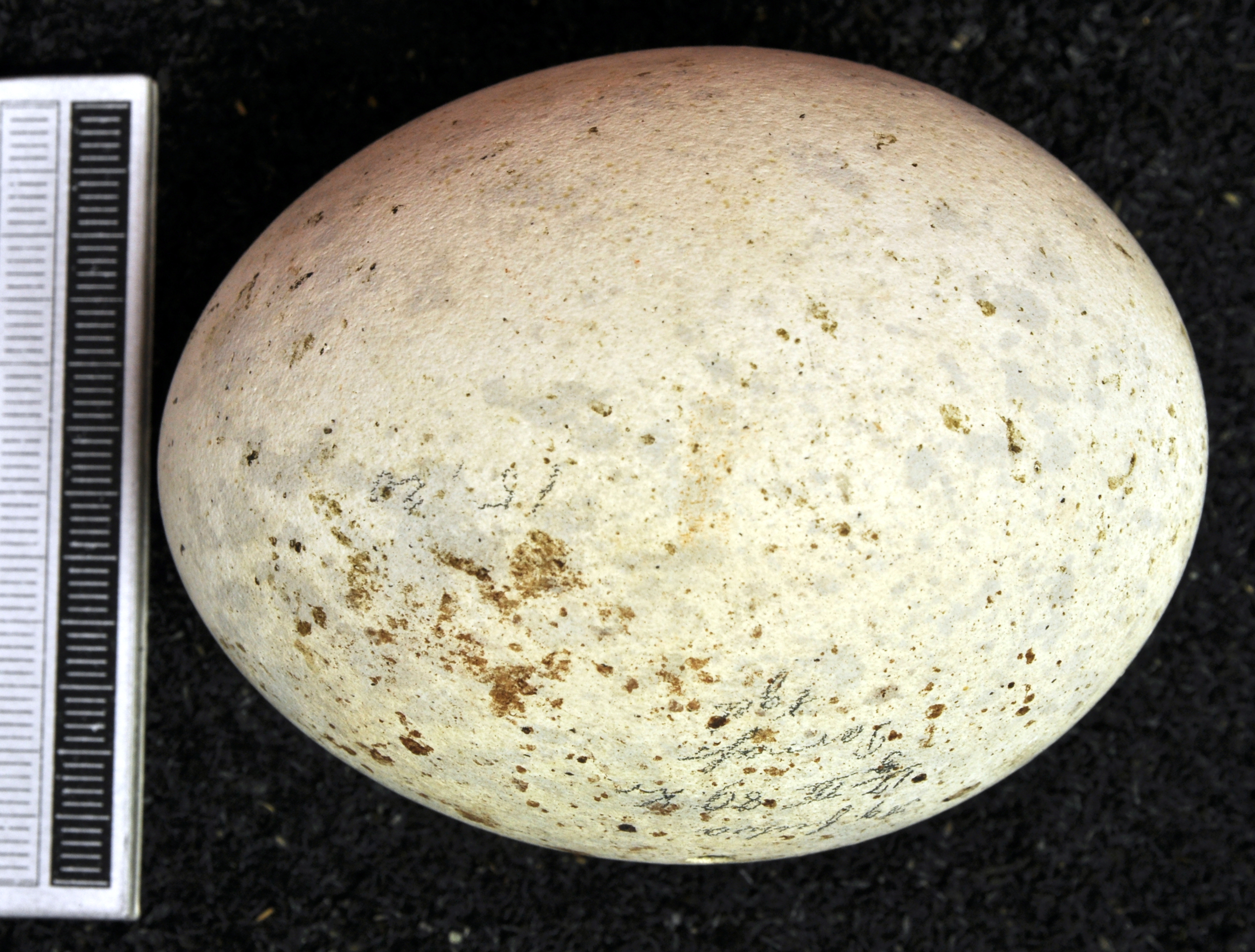
Ei, Sammlung Museum Wiesbaden

Steinadler werden erst mit etwa sechs Jahren geschlechtsreif. Brutpaare führen, soweit bekannt, eine monogame Dauerehe. Die Balz beginnt im Januar mit teils spektakulären Balzflügen. Die Eiablage erfolgt mit höherem Breitengrad immer später, in Oman im Mittel Anfang Dezember, im Norden von Alaska und Sibirien Anfang Mai. In ganz Europa liegt der Legebeginn recht einheitlich zwischen Mitte März und Mitte April und verändert sich von Norden nach Süden nur unwesentlich. So erfolgten die frühesten Eiablagen in Finnland Anfang März, in der Schweiz Ende Februar.
Das Weibchen legt im Abstand von drei bis vier Tagen meistens zwei Eier, seltener nur eines oder drei. Die kurzspindelförmigen Eier sind glanzlos und meist schmutzigweiß mit brauner, braunvioletter oder hellgrauer Fleckung. Bei mehr als einem Ei sind die weiteren meist gar nicht mehr oder nur sehr spärlich gefleckt. Eier aus den Alpen maßen im Mittel 76,4 × 58,0 mm. Das Gelege wird ab dem ersten Ei überwiegend vom Weibchen bebrütet, das Weibchen wird während der Brut vom Männchen mit Futter versorgt. Die Brutzeit dauert 43 bis 45 Tage.
Die frisch geschlüpften Adler haben ein weißes Daunenkleid, das zweite Daunenkleid wird im Alter von 9 bis 15 Tagen angelegt, ist schmutzig weiß und besteht aus dichteren und gröberen Federn.
Das älteste Junge tötet in den ersten Lebenswochen oft seine jüngeren Geschwister. Dieser sogenannte Kainismus ist jedoch im Gegensatz zu anderen Vertretern der Gattung Aquila, wie etwa dem Schreiadler, nicht obligat, sondern tritt vor allem bei Nahrungsknappheit auf. Etwa sieben Wochen nach dem Schlüpfen können die Jungvögel selbst Beute zerteilen. Bis dahin werden sie vom Weibchen mit vom Männchen geschlagener und an den Horst gebrachter Beute gefüttert. Im Alter von 74 bis 80 Tagen absolvieren die Jungvögel die ersten erfolgreichen Kurzflüge. Die Jungvögel verbringen die ersten 60 bis 70 Tage nach dem Ausfliegen in der unmittelbaren Nestumgebung; etwa 5 Monate nach dem Ausfliegen verlassen die Jungvögel das Revier der Eltern.

## Alter
Angaben zur durchschnittlichen Lebenserwartung freilebender Steinadler liegen kaum vor, nach Beobachtungen in der Schweiz scheinen revierbesitzende Vögel aber regelmäßig Lebensalter über 20 Jahre zu erreichen. Die durch Vogelberingung nachgewiesenen Maximalwerte waren 26 Jahre (Schweiz) und 32 Jahre (Schweden). In Gefangenschaft soll eine Reihe von Steinadlern über 40 Jahre alt geworden sein, viele dieser Daten gelten jedoch als fraglich. Der mit Stand 2016 älteste in Deutschland gehaltene Steinadler ist am 21. Mai 1984 geschlüpft. Er lebt im Tierpark Sababurg in Nordhessen.

## Bestandsentwicklung und Gefährdung

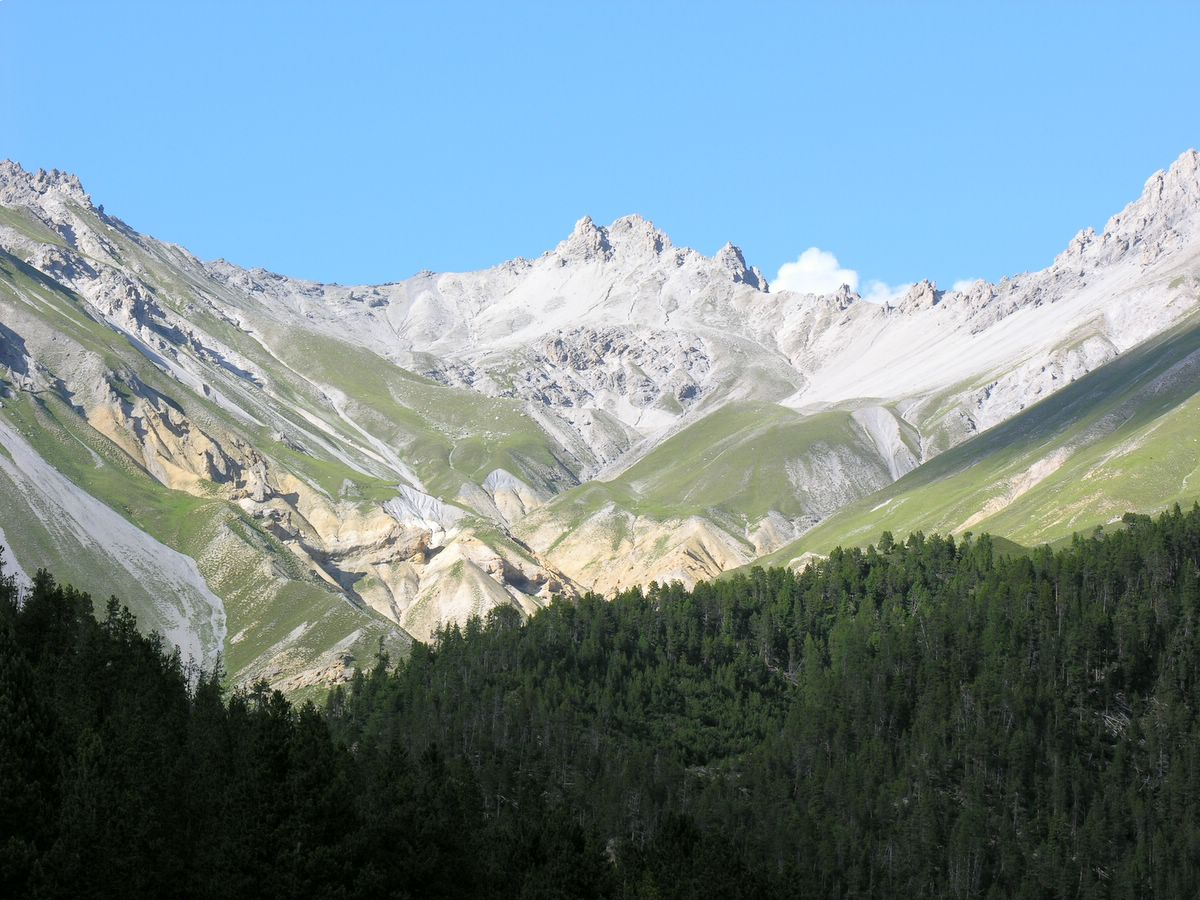
Typischer Lebensraum des Steinadlers in den Alpen (Schweizer Nationalpark)

Schon früh sahen Menschen den Steinadler nicht mehr nur als „König der Lüfte“, sondern auch als Jagdkonkurrenten sowie als Feind der Nutztiere. Bereits im 17. Jahrhundert begann die systematische Verfolgung und Ausrottung des Steinadlers, parallel zu Braunbär, Wolf, Luchs, Bartgeier und anderen Beutegreifern. Die Adler wurden in Europa geschossen oder mit Fangeisen und Giftköder gefangen, die Horste wurden ausgenommen und zerstört.
Der Rückgang ist für Deutschland recht gut dokumentiert. Bereits im 17. Jahrhundert waren die letzten Brutpaare aus dem Thüringer Wald, dem Zittauer Gebirge und dem Erzgebirge verschwunden, um 1750 aus dem Harz und um 1800 aus der Schwäbischen Alb. Letzte Bruten wurden für 1816 aus dem Schwarzwald und der Eifel, ca. 1840 bei Celle, 1860 im Fläming, 1864 im Riesengebirge, 1865 in Mecklenburg, um 1870 in Ostpreußen, 1876 in Brandenburg und 1887 in Pommern verzeichnet. Danach gab es in Deutschland nur noch in den Bayerischen Alpen Steinadler.
Trotz der intensiven Verfolgung auch im gesamten Alpenraum überlebte der Steinadler dort, da viele Horste hier unzugänglich und unerreichbar waren. Anfang der 1920er Jahre wurde die Jagd auf Steinadler hier eingeschränkt, 1925 erhielt er in Bayern und Tirol ganzjährige Schonzeit, in der Schweiz wurde die Bejagung erst 1953 vollständig untersagt. Intensive Nachstellungen fanden bis Mitte der 1960er Jahre statt, so wurden in Österreich zwischen 1959 und 1965 trotz Schutzprogrammen, gesetzlicher Schutzvorkehrungen und Bewachung mehr als 100 Exemplare geschossen. Auch wurden Abschüsse genehmigt, obwohl der Bestand von damals ca. 50 Paaren als stark gefährdet einzustufen war.
Etwa ab Mitte der 1970er Jahre setzte im gesamten Alpenraum eine deutliche und nachhaltige Bestandszunahme ein. So wurde der Bestand in Bayern Ende der 1960er-Jahre auf 15 bis 17 Brutpaare (BP) geschätzt, 1999 auf 45–50 Brutpaare. Im Schweizer Kanton Graubünden brüteten auf einer Fläche von 4585 km² in den Jahren 1965–1971 42 BP, Mitte der 1990er-Jahre 105 BP. In Österreich brüteten 2004 300–350 BP, in der Schweiz 2003 320–340 BP. Der Gesamtbestand in den Alpen wird heute auf 1100–1200 BP geschätzt. Große Bestände beherbergen in Europa außerdem Spanien (ca. 1300 BP in den Jahren 1998–2002), Norwegen (860–1040 BP, 2003) und Finnland (300–350 BP, 2002).
In den Vereinigten Staaten unterliegt die Art seit 1952 dem Bald and Golden Eagle Protection Act, die Haltung von lebenden Tieren und der Besitz toter Adler und ihrer Körperteile ist stark reglementiert. Das National Eagle Repository stellt Genehmigungen aus und vergibt tot aufgefundene Tiere an die Nachfahren nordamerikanischer Indianer zu religiösen und kulturellen Zwecken.
Weltweit gesehen wird der Bestand des Steinadlers von der IUCN auf etwa 250.000 Tiere geschätzt und für stabil gehalten. Daher wird die Art als „nicht gefährdet“ eingestuft.

### Situation in Bayern
In den Bayerischen Alpen wurden bis Anfang der 1990er-Jahre immer mehr Paare beobachtet, die entweder gar nicht anfingen zu brüten oder aber die Brut sehr früh aufgaben. In den meisten Fällen war dies auf Hubschrauber oder Gleitschirmflieger zurückzuführen, welche während der Bebrütungsphase oder in den ersten Lebenswochen der Jungvögel, in denen sie noch nicht zur selbständigen Temperaturregulierung fähig sind, zu nahe an die Horste heranflogen und die Altvögel zum Abflug brachten. Oftmals kühlten dann bis zur Rückkehr der Eltern die Eier aus und starben ab oder die bereits geschlüpften Jungvögel erfroren.
Da seit Ende der 1990er-Jahre das Artenhilfsprogramm Steinadler fast alle bayerischen Brutpaare in einem Monitoringsystem genau beobachtet, kann es solche anthropogenen Störungen seither meist verhindern. 2016 gab es in Bayern wieder 50 Brutpaare.